# Malmö
Malmö (wym. IPA [ˈmalːˈmøː]) – miasto (tätort) w południowej Szwecji i port morski położony nad cieśniną Öresund w południowo-zachodniej części prowincji historycznej (landskap) Skania, siedziba władz (residensstad) regionu administracyjnego (län) Skania, powstałego w 1997 roku po połączeniu dotychczasowych regionów Malmöhus i Kristianstad, ośrodek administracyjny (centralort) gminy Malmö (Malmö kommun lub Malmö stad). Do obszaru tätortu Malmö zalicza się także Arlöv, siedzibę władz (centralort) sąsiedniej gminy Burlöv.
Stanowi centrum gospodarcze i kulturalne południowej Szwecji, jeden z kluczowych węzłów komunikacyjnych tego kraju. Jest drugim po stolicy Danii, Kopenhadze, ośrodkiem transgranicznego regionu Øresund (szw. Öresundsregionen, duń. Øresundsregionen). Oba miasta są ze sobą połączone przebiegającym nad cieśniną Öresund mostem (Öresundsbron, Øresundsbroen). W ostatnich dziesięcioleciach Malmö przekształciło się ze znaczącego ośrodka przemysłowego, z dominującym przemysłem stoczniowym, w wielokulturowe miasto postindustrialne. Jest ważnym ośrodkiem usługowym, naukowym, edukacyjnym i turystycznym.
Jest trzecim pod względem zaludnienia, po Sztokholmie i Göteborgu, miastem Szwecji oraz głównym ośrodkiem obszaru metropolitalnego Stormalmö (pol. „Wielkie Malmö”), liczącego 703 920 mieszkańców (30 września 2016). W skład Stormalmö, poza gminą Malmö, wchodzi od 2005 roku, według definicji Statistiska centralbyrån, jeszcze 11 gmin: Burlöv, Eslöv, Höör, Kävlinge, Lomma, Lund, Skurup, Staffanstorp, Svedala, Trelleborg i Vellinge. W 2015 roku część tätortu Malmö leżąca w granicach administracyjnych gminy Malmö liczyła 291 040 mieszkańców. Cały tätort Malmö (wraz z Arlöv) liczył 301 706 mieszkańców. 30 września 2016 roku gmina Malmö (Malmö stad) liczyła 326 645 mieszkańców.
Malmö to miasto partnerskie Szczecina.

## Definicja
Pojęcie Malmö oznaczać może tätort Malmö lub „Miasto Malmö” (szw. Malmö stad). Artykuł ten dotyczy w głównej mierze zdefiniowanego przez Statistiska centralbyrån tätortu Malmö, którego mniejszą część stanowi także Arlöv w gminie Burlöv. Pojęcie „Miasto Malmö” odnosi się obecnie do całej gminy Malmö (Malmö kommun) w jej granicach administracyjnych oraz zarządzanej przez jej władze. Arlöv stanowi w tym przypadku siedzibę władz (centralort) sąsiedniej gminy Burlöv. W granicach gminy Malmö położonych poza Malmö jest (stan na rok 2015) pięć innych tätortów, m.in. Oxie, Bunkeflostrand i Tygelsjö. „Miasto Malmö” jest centralnym ośrodkiem obszaru metropolitalnego (storstadsområde) „Wielkie Malmö” (Stormalmö).

## Geografia
Krajobraz okolic miasta, znacznie zmieniony przez działalność człowieka, ukształtował się podczas ostatniego zlodowacenia. Malmö położone jest na stosunkowo płaskim terenie z niewysokimi wzniesieniami morenowymi. Najwyższy punkt (37 m n.p.m.) w granicach tätortu Malmö stanowi rejon kościoła Fosie (Fosie kyrka) w dzielnicy Fosie.

### Położenie
Malmö leży w południowej Szwecji, w południowo-zachodniej części prowincji historycznej Skania nad cieśniną Öresund. Na przeciwległym brzegu, w odległości ok. 27 km, położona jest stolica Danii, Kopenhaga. Malmö jest centralnym ośrodkiem obszaru metropolitalnego Stor-Malmö, z oddalonym o 20 km uniwersyteckim Lund. Odległość do Sztokholmu wynosi 619 km oraz odpowiednio do Göteborga, 276 km.
Otwarty 1 lipca 2000 roku most nad cieśniną Öresund, łączący duńską wyspę Zelandię i Kopenhagę ze Szwecją i Malmö, umożliwia szybką podróż pomiędzy oboma miastami. Otwarcie mostu ułatwiło dynamiczny rozwój regionu Öresund, liczącego około 3 785 000 mieszkańców (2012) po obu stronach cieśniny.

### Klimat
Malmö, podobnie jak cała Skania, leży w strefie klimatu umiarkowanego. Według klasyfikacji Köppena-Geigera Malmö położone jest w strefie klimatu umiarkowanego morskiego (Cfb).
Klimat Malmö charakteryzuje się niskimi rocznymi amplitudami temperatur z częstymi opadami z niską intensywnością oraz dużą wilgotnością powietrza. Temperatura latem jest umiarkowana, zimy są stosunkowo łagodne. Mgły są częste w okresie jesienno-zimowym. Zimą występują gwałtowne burze z silnym wiatrem.
Średnia roczna opadów wynosi około 604 mm, z maksimum w lipcu i listopadzie (średnio 61 mm) i minimum w lutym (30 mm). Liczba dni z opadem wynosi średnio 169. Średnia roczna temperatura powietrza wynosi 7,8 °C. Najcieplejszym miesiącem jest lipiec (16,7 °C), najchłodniejszym zaś luty ze średnią temperaturą –0,6 °C. Usłonecznienie w styczniu wynosi 7 godzin, a w lipcu 17 godzin.
| Miesiąc                                                  | Sty | Lut | Mar  | Kwi  | Maj  | Cze  | Lip | Sie  | Wrz  | Paź  | Lis | Gru  | Roczna |
| -------------------------------------------------------- | --- | --- | ---- | ---- | ---- | ---- | --- | ---- | ---- | ---- | --- | ---- | ------ |
| Średnie temperatury w dzień [°C]                         | 2   | 2   | 5    | 10   | 16   | 20   | 21  | 21   | 17   | 12   | 7   | 4    | 11     |
| Średnie temperatury w nocy [°C]                          | -3  | -3  | -1   | 2    | 7    | 11   | 13  | 12   | 10   | 7    | 3   | -1   | 4      |
| Opady [mm]                                               | 49  | 30  | 39.9 | 38.1 | 40.9 | 52.1 | 61  | 57.9 | 58.9 | 56.9 | 61  | 57.9 | 604    |
| Źródło: Światowy Serwis Informacji Pogodowych 2013-03-29 |     |     |      |      |      |      |     |      |      |      |     |      |        |

## Historia
Pierwsza wzmianka o tej miejscowości pochodzi z XII wieku, w 1354 roku Malmö otrzymało prawa miejskie. W 1393 roku miasto zostało zdobyte i splądrowane przez Braci Witalijskich. Między XIV a XVI wiekiem Malmö było jednym z najważniejszych miast handlowych w tej części Morza Bałtyckiego, do 1658 roku należało do Danii.

### Etymologia nazwy
Nazwa Malmö jest złożeniem słów malm w znaczeniu „drobne skały” lub „piasek”, „żwir” oraz högar (l.poj. hög – „kopiec”, „górka”). Malmö oznacza więc „kopce piasku”. Jedną z najstarszych znanych form tej nazwy jest forma Malmhaugar.

## Demografia

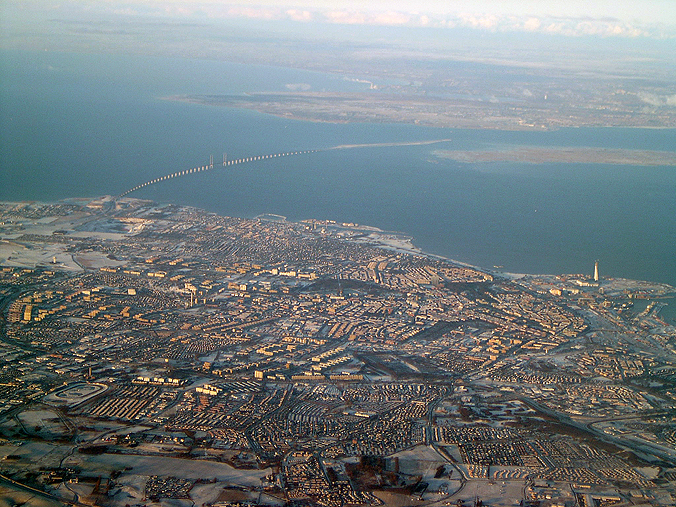
Zdjęcie lotnicze Malmö z kierunku północno-wschodniego; w oddali zatoka i most nad cieśniną Öresund

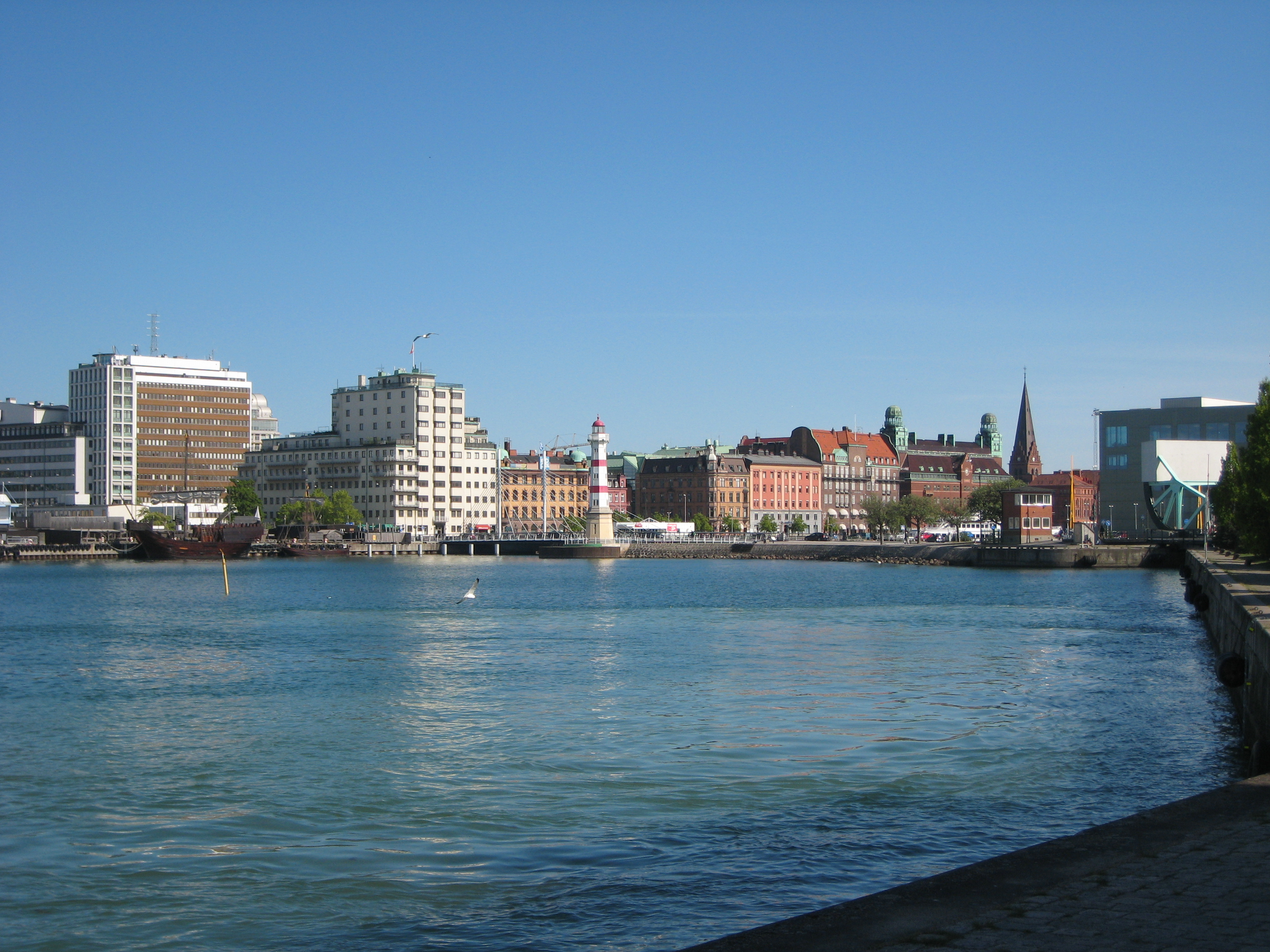
Malmö, Inre Hamnen

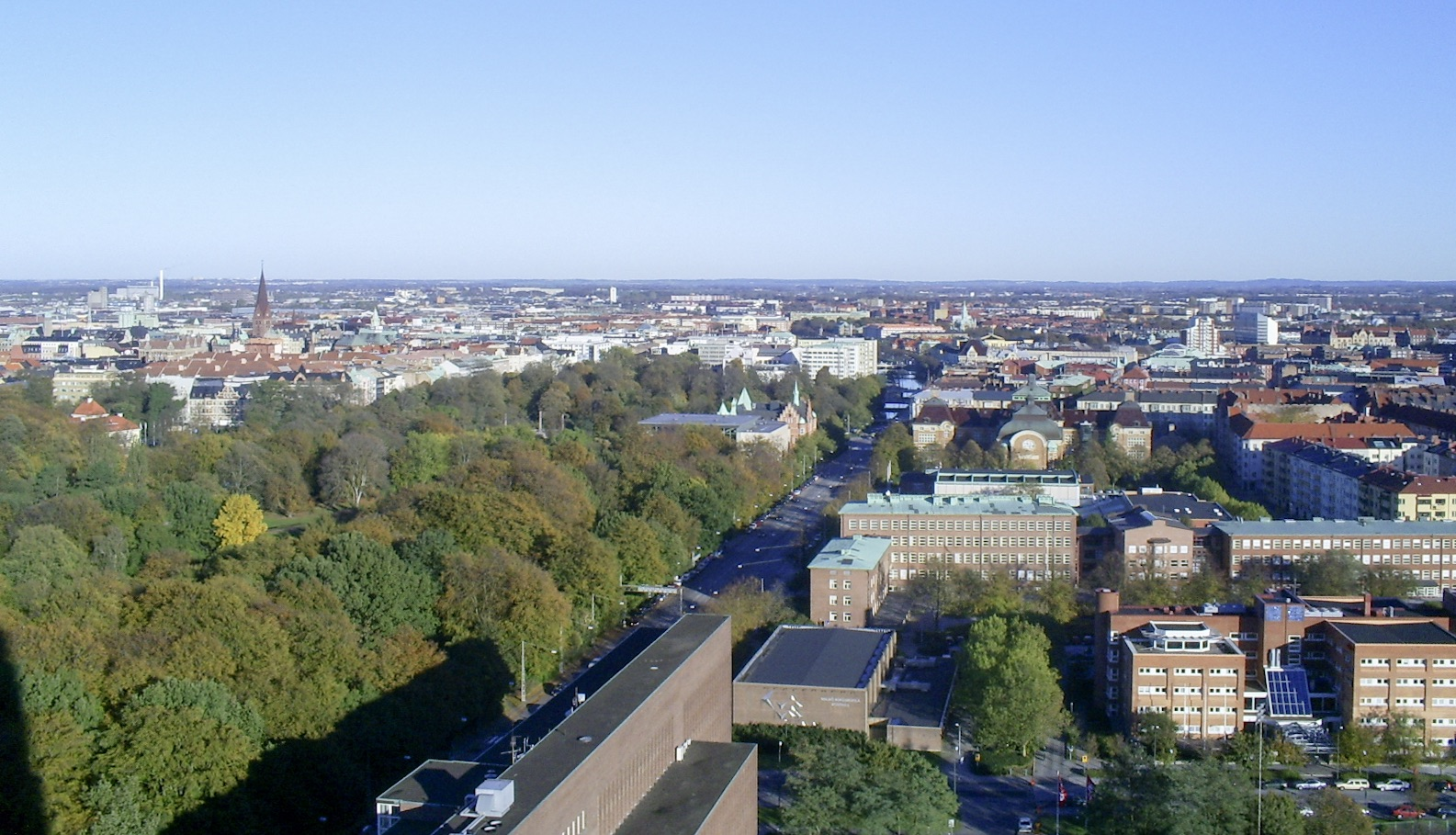
Widok z wieżowca Kronprinsen w kierunku centrum Malmö

Liczba ludności Malmö na przestrzeni lat 1570–1950:
| Rok  | Ludność | Rok  | Ludność | Rok  | Ludność |
| ---- | ------- | ---- | ------- | ---- | ------- |
| 1570 | 3577    | 1730 | 3132    | 1890 | 48 504  |
| 1610 | 3192    | 1770 | 4835    | 1910 | 83 373  |
| 1650 | 2504    | 1810 | 5796    | 1930 | 120 207 |
| 1690 | 5740    | 1850 | 13 087  | 1950 | 190 266 |

Liczba ludności tätortu Malmö w latach 1960–2015:
Uwagi: Od 1965 roku wraz z Arlöv.

## Gospodarka

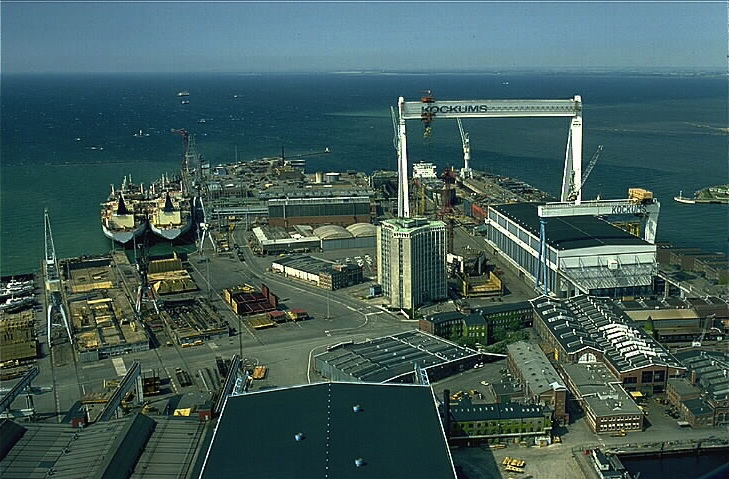
Teren stoczni Kockums, lata 70. XX w.

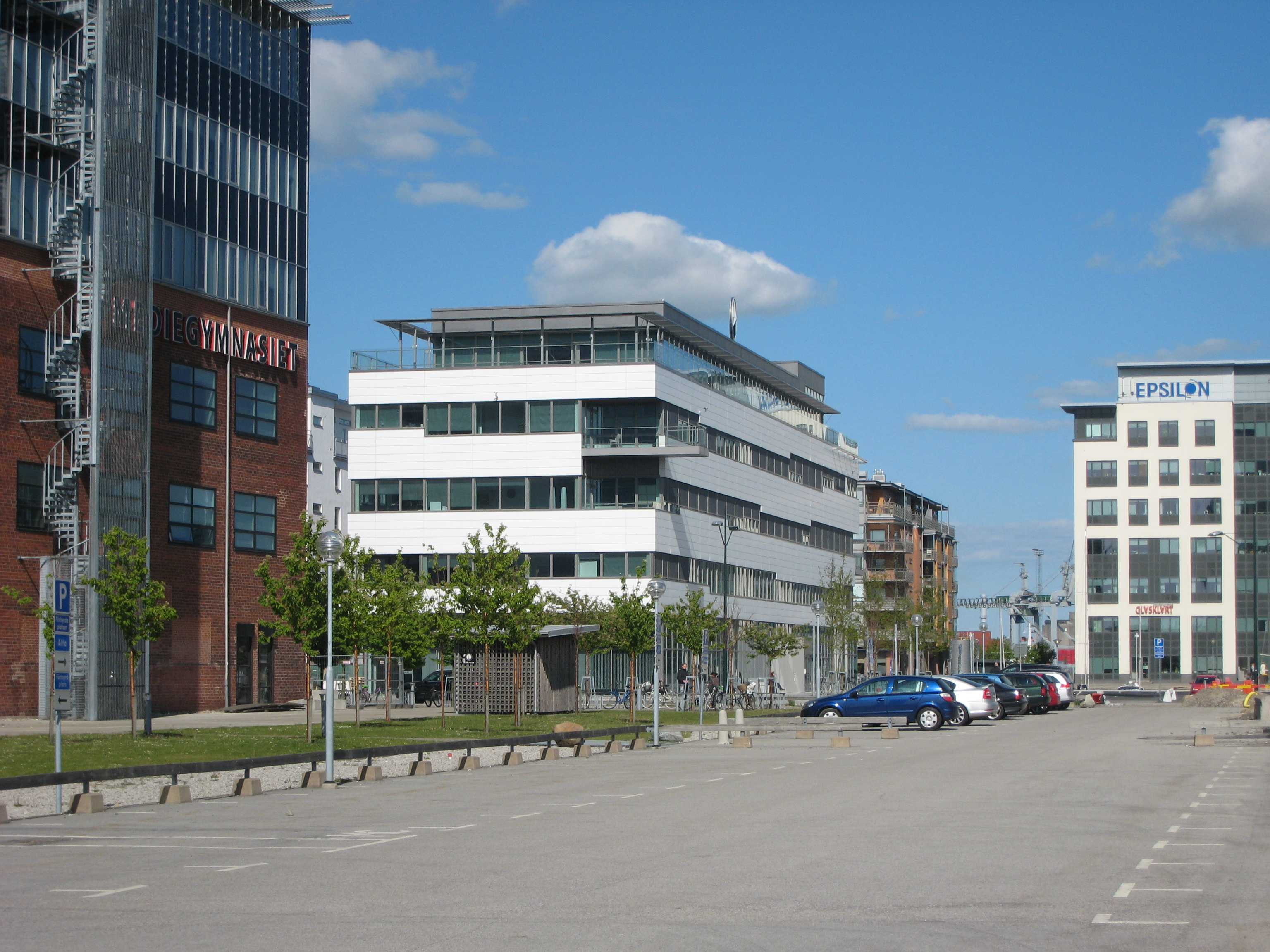
Biurowiec Mercedes-Benz Sverige AB w Malmö

Malmö jest jednym z głównych ośrodków gospodarczych i handlowych Szwecji. Przez długi czas w mieście dominował przemysł wytwórczy, głównie elektromaszynowy. Rozwinięty był także przemysł włókienniczy, materiałów budowlanych oraz spożywczy.
Jedną z najważniejszych gałęzi przemysłu w historii gospodarczej miasta był przemysł stoczniowy, z działającą od XIX wieku stocznią Kockums i związanymi z nią podwykonawcami. Stocznia Kockums produkowała zarówno statki na zamówienia cywilne, jak i okręty wojenne dla marynarki. Jednak w wyniku kryzysu przemysłu stoczniowego w Europie Zachodniej oraz w Szwecji, od połowy lat 70. XX wieku następował jej powolny upadek. W 1987 roku w Malmö zaprzestano produkcji statków cywilnych, skupiając się jedynie na produkcji wojskowej, głównie okrętów podwodnych.
Kryzys początku lat 90. XX wieku oraz zmiany strukturalne zmieniły charakter gospodarczy miasta, które w 1995 roku miało najwyższą stopę bezrobocia w Szwecji. Malmö zaczęło się wówczas przekształcać z miasta przemysłowego w ośrodek nowoczesnych technologii. Obecnie działa tam wiele instytucji badawczych, mocno rozwinięta jest branża handlowo-usługowa, stawia się na rozwój szkolnictwa wyższego.
Do znaczącego ożywienia gospodarki całego regionu Skania przyczyniło się otwarcie 1 lipca 2000 roku mostu nad cieśniną Öresund. Ułatwiło to komunikację z Kopenhagą, gdzie zatrudnienie znalazło wielu mieszkańców Malmö. Wielu Duńczyków podróżuje na stronę szwedzką m.in. na zakupy w działających w Malmö i jego okolicach licznych centrach handlowych.

## Transport

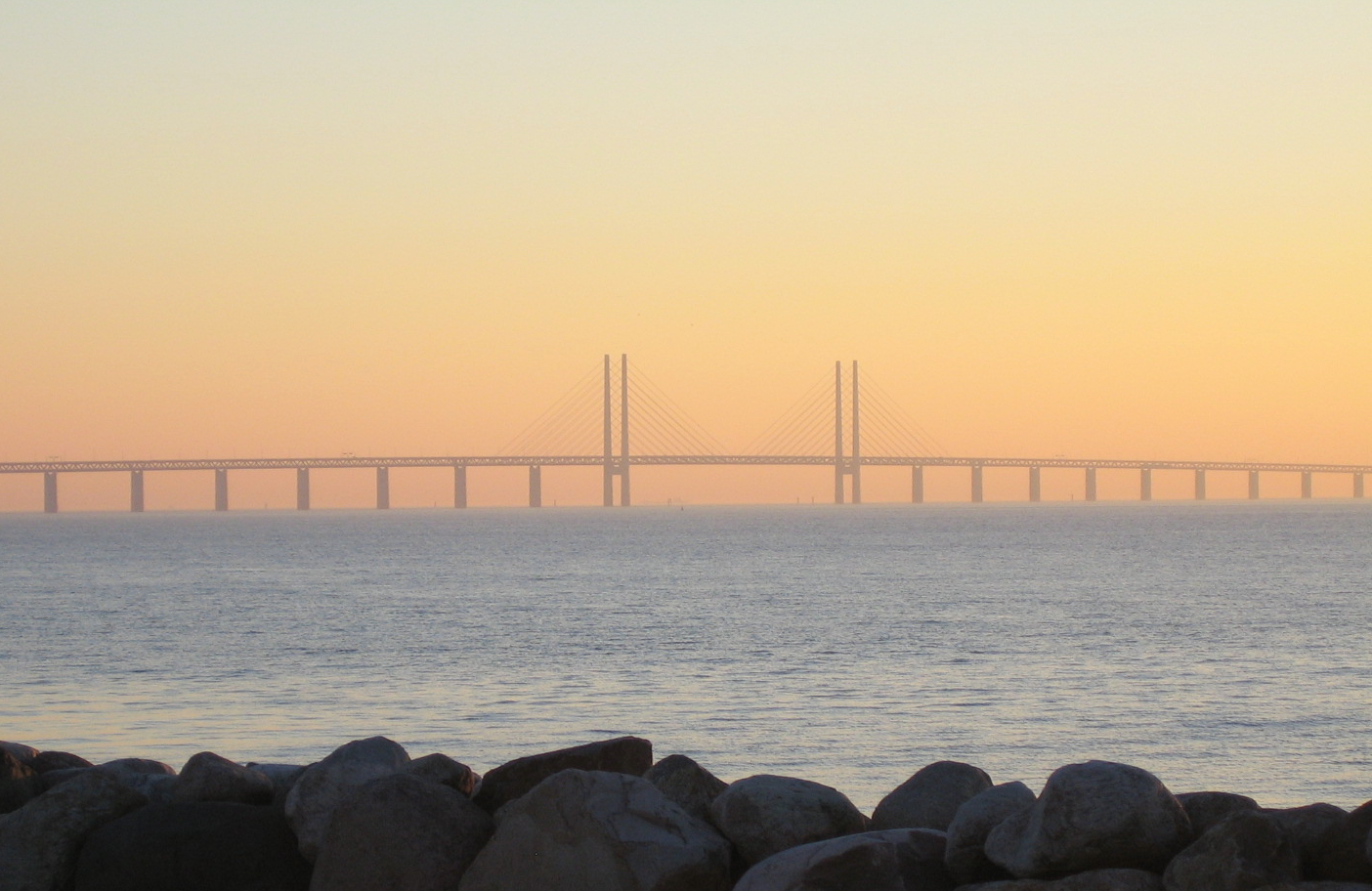
Most nad cieśniną Öresund

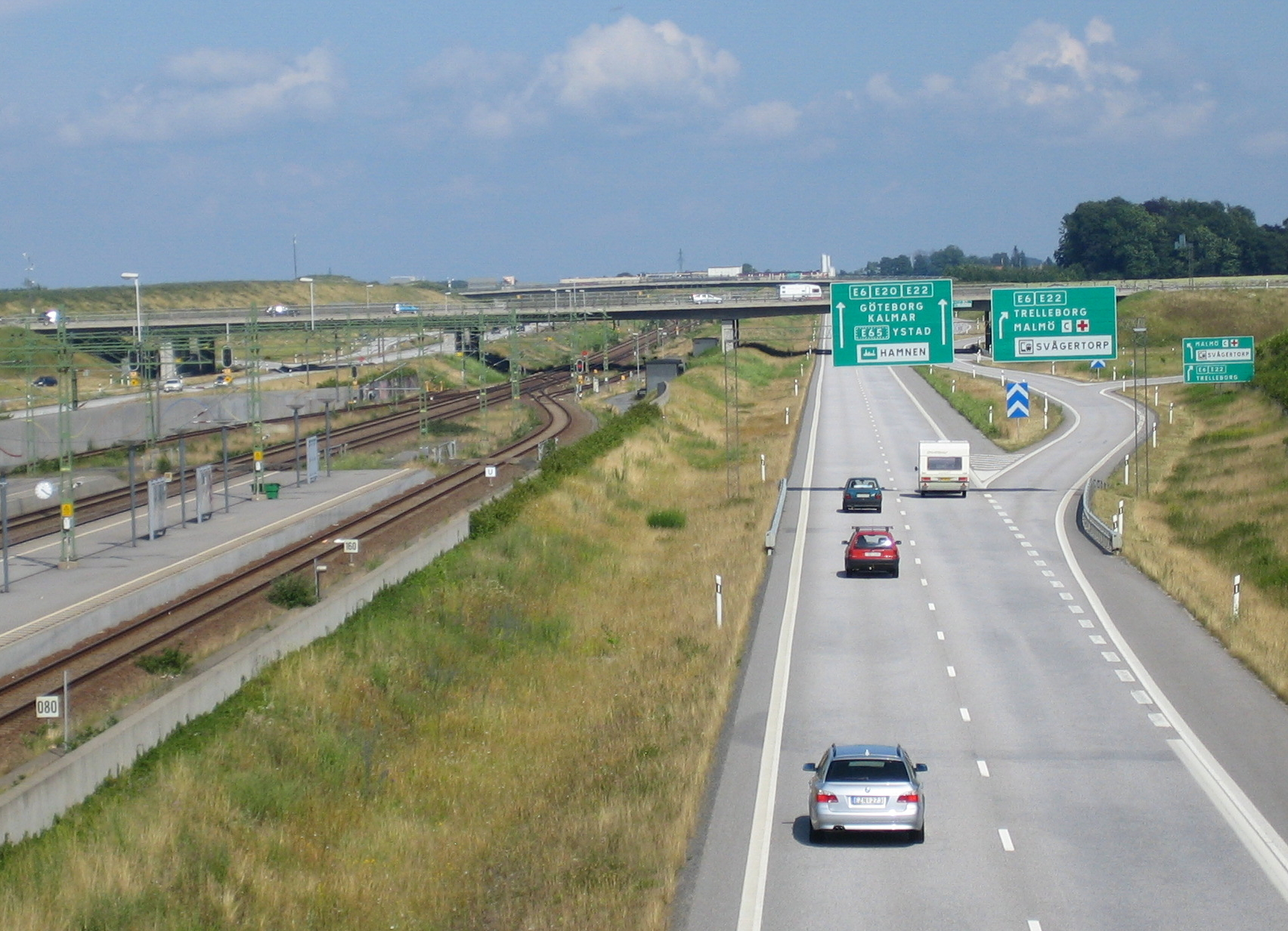
Yttre Ringvägen; część infrastruktury komunikacyjnej Malmö

Malmö jest ważnym węzłem komunikacyjnym południowej Skandynawii, leżącym na skrzyżowaniu drogowych, kolejowych i morskich szlaków transportowych. Zbiega się tam kilka dróg o statusie tras europejskich. Malmö jest także znaczącym węzłem kolejowym i morskim portem handlowym. Otwarcie 1 lipca 2000 roku mostu nad Öresundem umożliwiło dogodne połączenie lądowe z systemem komunikacyjnym Europy Zachodniej i Środkowej.

### Transport drogowy
Przez Malmö przebiegają lub mają swój początek:
- drogi europejskie
  - E6 (Trelleborg – Göteborg – Oslo – Trondheim – Kirkenes)
  - E20 (Port lotniczy Shannon – Kopenhaga – Göteborg – Sztokholm – Petersburg)
  - E22 (Holyhead – Sassnitz – Karlskrona – Norrköping – Moskwa – Iszym)
  - E65 (Malmö – Ystad – Świnoujście – Praga – Zagrzeb – Chania)
- drogi krajowe
  - 11 (Malmö – Sjöbo – Tomelilla – Simrishamn)
- drogi lokalne
  - 101 (Länsväg 101; Malmö – Anderslöv – Ystad)

### Transport kolejowy

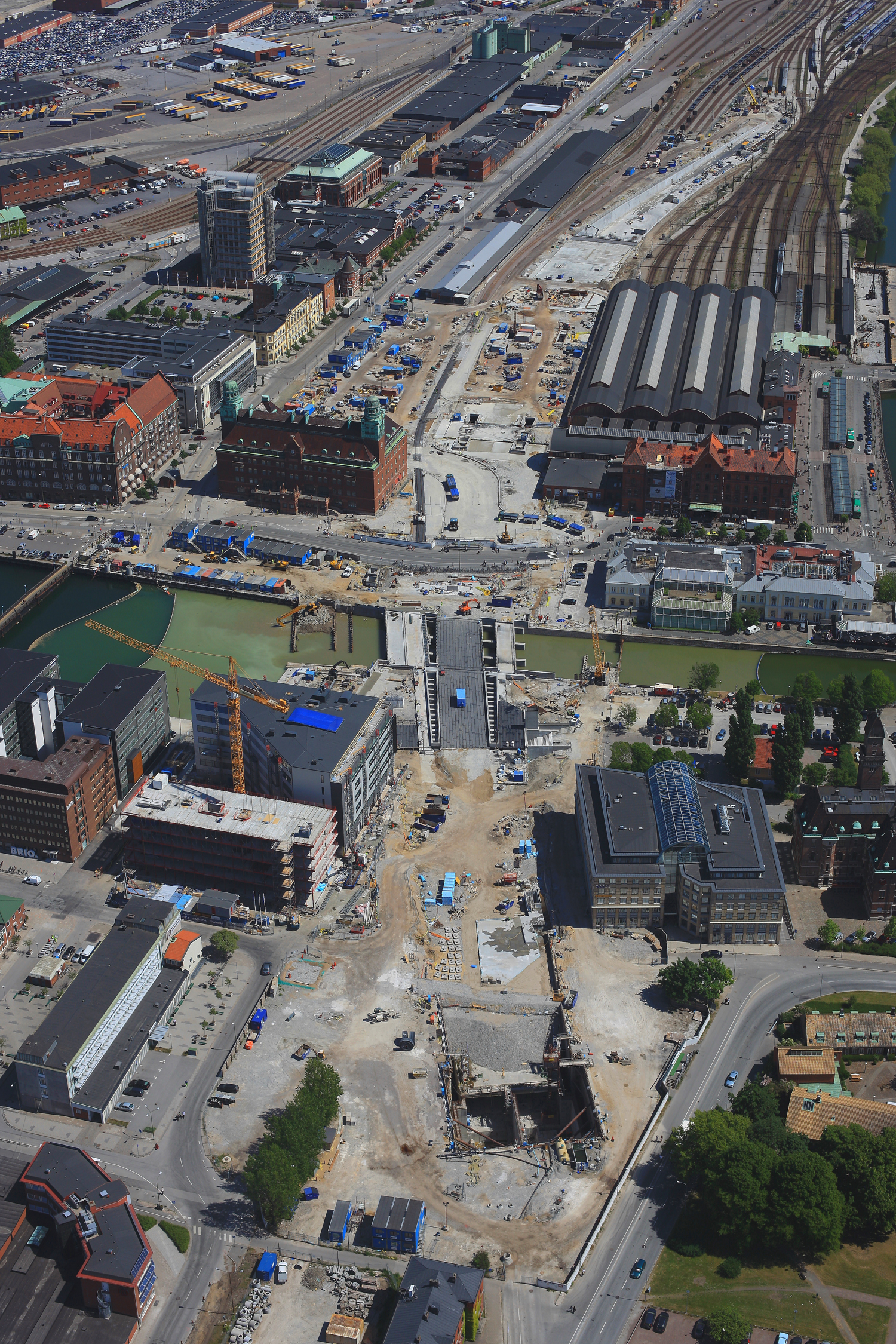
Malmö centralstation. Budowa podziemnej części stacji w ramach systemu Citytunneln (2008)

Ważną datą w historii Malmö jest dzień 1 grudnia 1856 roku, kiedy otwarto linię kolejową łączącą Malmö z Lund, początkowy odcinek przyszłej Södra stambanan, łączącej południową część Szwecji ze Sztokholmem.
Malmö jest ważnym węzłem kolejowym transgranicznego regionu Öresundsregionen. Malmö centralstation (Malmö C) jest pod względem liczby obsługiwanych podróżnych jedną z największych stacji kolejowych Szwecji. Malmö posiada połączenia kolejowe obsługujące zarówno dalekobieżny ruch krajowy i zagraniczny, jak i lokalny.
12 grudnia 2010 roku oddano do użytku tunel średnicowy Citytunneln, przebiegający pod centrum miasta. Powstanie Citytunneln zmieniło organizację ruchu kolejowego w rejonie Malmö. Wraz z otwarciem tunelu oddano do użytku podziemną część stacji kolejowej Malmö C, podziemną stację kolejową Triangel station oraz położoną częściowo na powierzchni Hyllie station.

### Transport lotniczy
Komunikacja lotnicza Malmö jest obsługiwana przez międzynarodowy port lotniczy Malmö-Sturup (Malmö Airport), ok. 30 km na wschód od centrum miasta. W 2012 roku był to czwarty pod względem liczby obsłużonych pasażerów (2 104 013) port lotniczy Szwecji, ze stałymi połączeniami m.in. ze Sztokholmem oraz Warszawą i Londynem.
Drugim portem lotniczym obsługującym Malmö, przede wszystkim w lotach międzynarodowych, jest położony na wyspie Amager pod Kopenhagą port lotniczy Kopenhaga-Kastrup (Københavns Lufthavn, Kastrup). Dogodne połączenie drogowe i kolejowe poprzez most nad Öresundem przyczynia się po stronie szwedzkiej do dużej popularności tego lotniska jako portu przesiadkowego.

### Transport morski

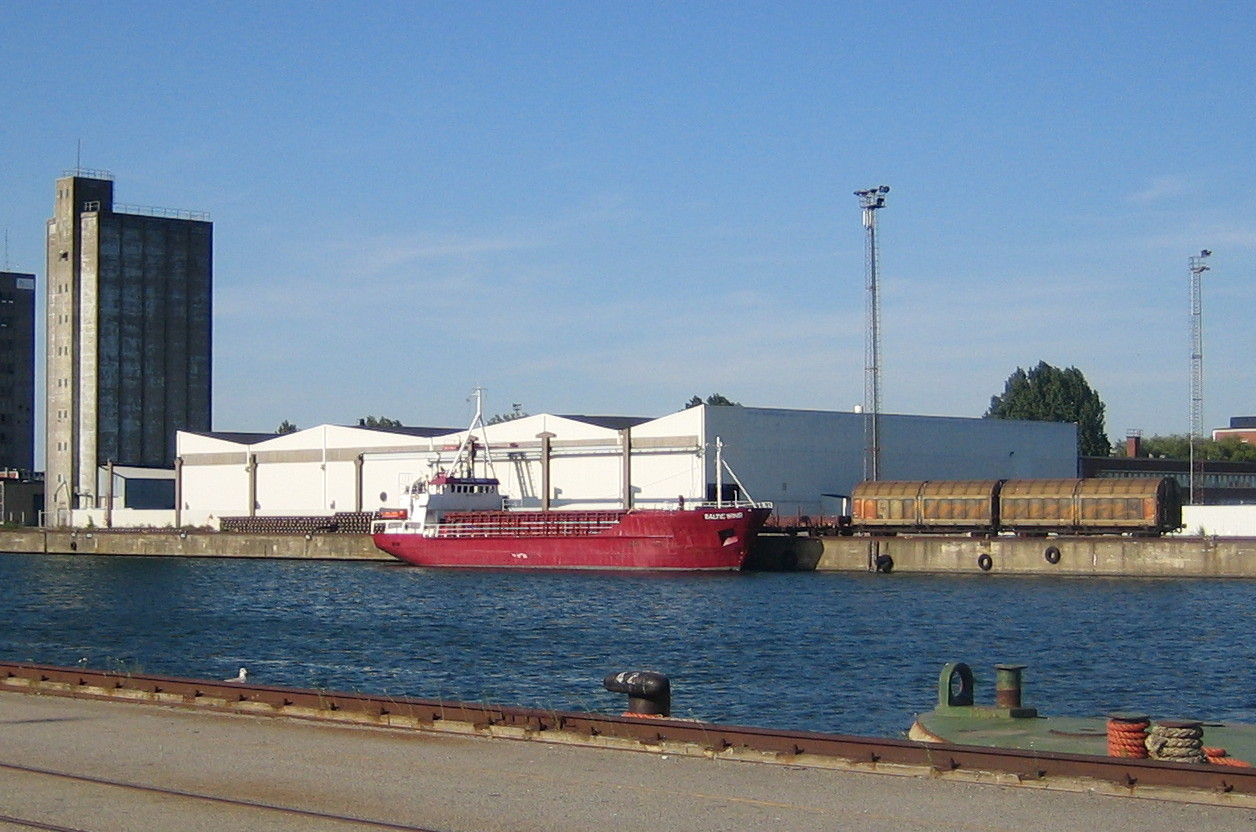
Östra hamnen

Położony w Malmö port morski jest jednym z większych portów Szwecji. Port Malmö (Malmö hamn) tworzy od 2001 roku wraz z portem w Kopenhadze jeden zespół portowy, zarządzany przez spółkę Copenhagen Malmö Port AB. Ważną część obrotu ładunkowego portu Malmö stanowią importowane samochody.
Pomiędzy Malmö i Travemünde w Niemczech działa bezpośrednie połączenie promowe, obsługiwane przez przedsiębiorstwo armatorskie Nordö-Link (od 2001 roku część Finnlines).

### Drogi rowerowe
Malmö jest klasyfikowane jako jedno z najbardziej przyjaznych rowerzystom miast świata. W 2012 roku w Malmö funkcjonowało ok. 469 km ścieżek rowerowych, tworzących spójny i ciągle rozbudowywany system tras rowerowych.

## Architektura i zabytki
Niektóre zabytki i budowle w Malmö:
- kościół św. Piotra (Sankt Petri kyrka) zbudowany na początku XIV wieku w stylu gotyckim
- zamek Malmöhus z początku XVI wieku
- budynek ratusza miejskiego (Malmö rådhus) z 1546 roku
- synagoga z 1903 roku w stylu neomauretańskim
- Turning Torso, najwyższy (190 m) budynek mieszkalny w Szwecji, jeden z najwyższych w Europie, ukończony w listopadzie 2005 roku

Malmö leży na trasie Europejskiego Szlaku Gotyku Ceglanego.

## Oświata

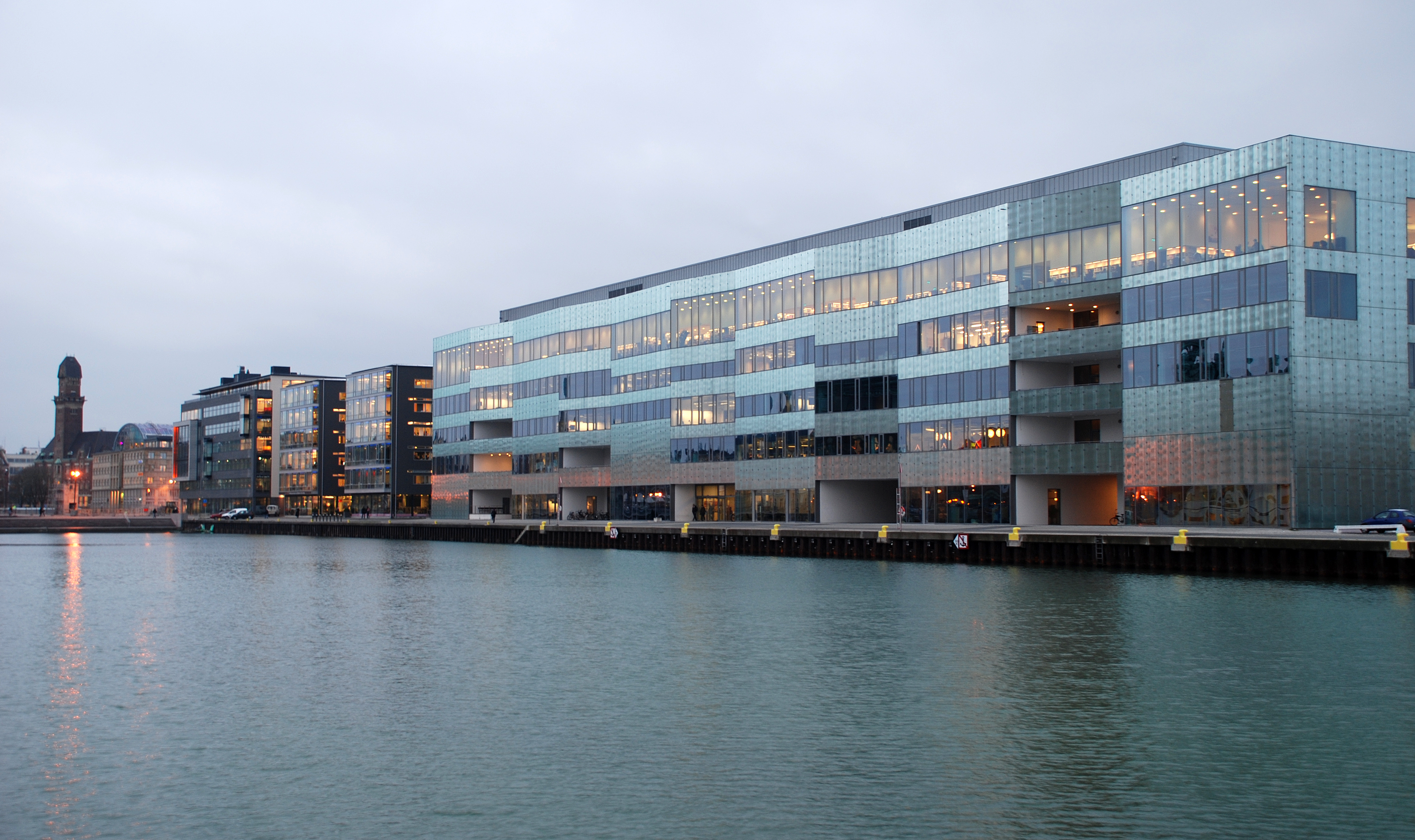
Orkanen, jeden z budynków Malmö högskola

Malmö jest stosunkowo od niedawna samodzielnym ośrodkiem akademickim. Do lat 90. XX wieku nie istniała tam żadna większa, samodzielna uczelnia, poza pewnymi wydziałami Uniwersytetu w Lund.
Największą uczelnią w Malmö jest obecnie państwowy Uniwersytet w Malmö, powołany w 1998 roku i funkcjonujący do 2018 roku jako Malmö högskola (pol. Wyższa Szkoła w Malmö). W 2012 roku, według danych uczelni, kształciło się tam 24 000 studentów. Liczba zatrudnionych wynosi około 1500, z czego 800 osób to pracownicy naukowi.
Pierwszą uczelnią w Malmö była założona w 1948 roku Tandläkarhögskolan i Malmö (lub Kungliga Tandläkarhögskolan; pol. Królewska Wyższa Szkoła Dentystyczna), która w 1964 roku została podporządkowana Uniwersytetowi w Lund. Od 1999 roku stanowi ona jeden z wydziałów Malmö högskola.
Wydziały Uniwersytetu w Lund, które nadal mają swoją siedzibę w Malmö:
- Wyższa Szkoła Muzyczna (szw. Musikhögskolan i Malmö)
- Wyższa Szkoła Artystyczna (Konsthögskolan i Malmö)
- Wyższa Szkoła Teatralna (Teaterhögskolan i Malmö)
- Wydział Medyczny (Medicinska fakulteten vid Lunds universitet); kształcący także w Lund.

W Malmö działa także od 1983 roku Światowy Uniwersytet Morski (ang. World Martime University), uczelnia międzynarodowa posiadająca status instytucji ONZ na terenie Szwecji.

## Sport i rekreacja

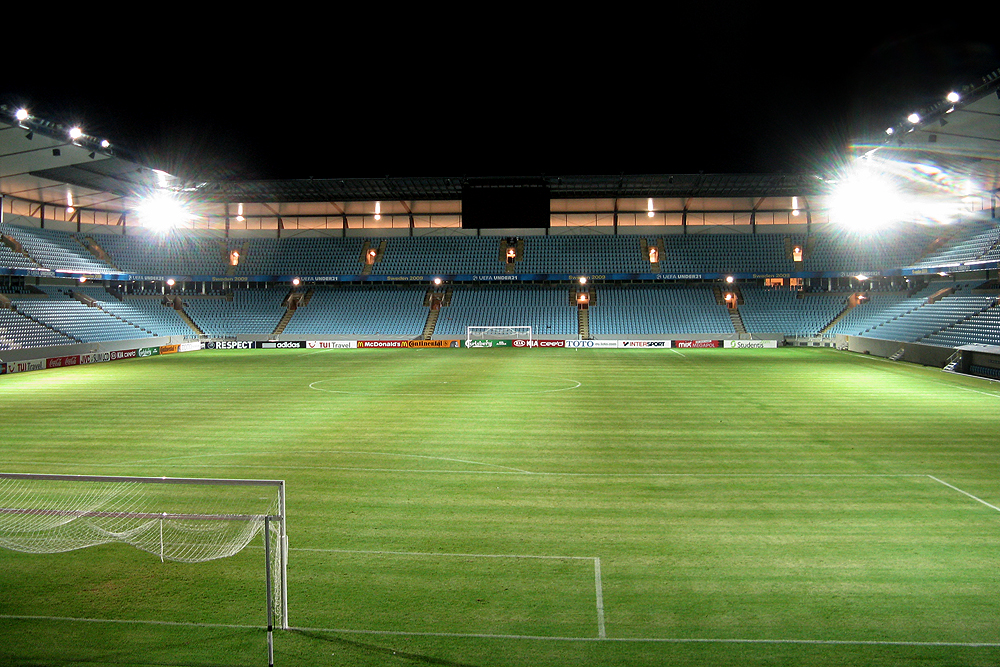
Swedbank Stadion, arena Malmö FF

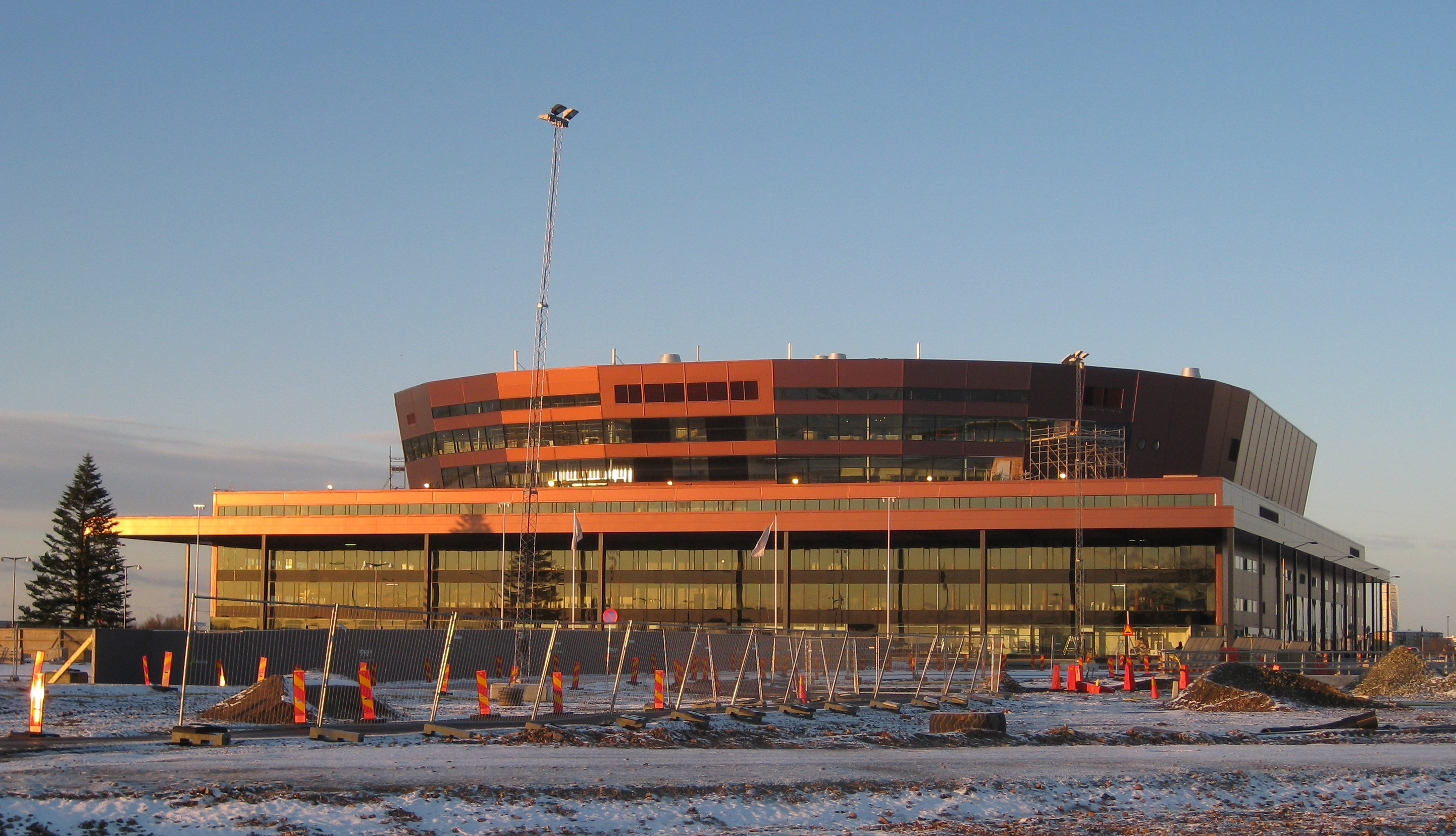
Malmö Arena (2008)

W Malmö działa wiele klubów sportowych w różnorodnych dyscyplinach. Miasto posiada rozbudowaną infrastrukturę sportowo-rekreacyjną, w tym stadiony i wielofunkcyjne hale sportowo-widowiskowe.
Do najbardziej utytułowanych klubów sportowych należą Malmö FF w piłce nożnej oraz Malmö Redhawks w hokeju na lodzie. W Malmö ma także swoją siedzibę klub piłki nożnej kobiet LdB FC Malmö (do 2007 roku jako Malmö FF Dam), występujący w rozgrywkach Damallsvenskan.
Inne kluby:
- IFK Malmö, FC Rosengård, IF Limhamn Bunkenflo w piłce nożnej;
- HK Malmö w piłce ręcznej;
- Limhamns Griffins w futbolu amerykańskim.

### Obiekty sportowe i rekreacyjne
Na terenie Malmö znajduje się około 80 różnego rodzaju obiektów sportowych i rekreacyjnych. Niektóre z nich w kolejności alfabetycznej:
- Aq-va-kul
- Baltiska hallen
- Malmö Arena
- Malmö IP
- Malmö Isstadion
- Malmö Stadion
- Swedbank Stadion

## Osoby związane z Malmö
W Malmö mieszka Basshunter, znany wykonawca muzyki eurodance. W Malmö mieszkają również: Arash, popularny piosenkarz pochodzący z Teheranu, piłkarz Zlatan Ibrahimović oraz kulturysta i model Binais Begovic.

## Kultura
W dniach 14, 16 i 18 maja 2013 roku w Malmö odbył się 58. finał Konkursu Piosenki Eurowizji, w dniach 7, 9 i 11 maja 2024 roku w Malmö odbył się 68. finał Konkursu Piosenki Eurowizji.